# 拉芳星光大會
《拉芳星光大會》是東南衛視與金星娛樂公司共同製作的歌唱綜藝節目，由拉芳品牌贊助並冠名。播出時間為2010年5月1日至8月7日，共15期。

## 節目簡介
臺灣紅極一時的電視節目《超級星光大道》，隨著收視率逐屆下滑，顯示選秀節目熱潮已退。製作單位金星娛樂為求轉型，積極與其他選秀節目合作，一方面引進海外歌唱人才，一方面也為已畢業的選手提供新的表演舞台。《拉芳星光大會》與《星光傳奇賽》就是金星娛樂在這段時期製作的節目。
2009年，曾有報導指出《超級星光大道》將與《我型我秀》合作，此方案雖然未實現，但構想已具備雛型。2010年，東南衛視開設新節目《拉芳星光大會》，集結《超級星光大道》、《超級女聲》、《我型我秀》、《名師高徒》等知名選秀節目出身的歌手，正式促成兩岸選手同台競賽。
本節目是陶晶瑩首次主持中國的綜藝節目。節目於中國東南衛視播出，但於臺灣台視攝影棚錄影；僅特別節目、踢館者選拔等單元於中國錄影，主持人則是東南衛視主持群。節目內容多承襲《超級星光大道》歷屆舉辦過的主題，且主持人、評審陣容與《超級星光大道》雷同，因此也有人視之為「兩岸版的超級星光大道」。受限於廣電總局對選秀節目的嚴格規定，本節目並不強調「選秀」，而是以「音樂學習班」的方式呈現，例如參賽選手稱為「同學」，失敗稱為「留級」、淘汰稱為「提早下課」、踢館者稱為「插班生」等。學員們每期依據不同的主題提交音樂作業，並邀請知名音樂人擔任教授，為作業打分，不及格的不能升級。節目最終選出3名優等生，獎品為英國皇家音樂學院遊學。

## 主題曲：《台北夜未眠》
《拉芳星光大會》原本並無主題曲，直到第3期「小七」唐漢霄提早下課，想到即將離開台北以及朝夕相處的夥伴，唐漢霄感慨良多，連夜創作一首《台北夜未眠》，紀念學員們在參加《拉芳星光大會》期間建立的深厚友情。製作單位也特地為此曲錄製MV。

## 週邊商品
| 發行日期     | 書名                     | 作者             | 出版社             | 國際標準書號       | 內容簡介                                     |
| ------------ | ------------------------ | ---------------- | ------------------ | ------------------ | -------------------------------------------- |
| 2010年7月1日 | 《星光大會：因夢想之名》 | 東南衛視出版中心 | 北京理工大學出版社 | ISBN 9787564033088 | 介紹余超穎、胡靈等18位中國選手的參賽經歷故事 |

## 參賽者一覽
依首集播出順序：
- 周柔柔（星光三班）〈三12〉
- 關予涵（兩岸模仿冠軍王）
- 黃劍文（Battle Stage歌唱大賽）
- 吳薇/贊薇（星光五班）〈五12〉
- 胡靈（超級女聲）
- 孔銘（亞洲新人歌手大獎賽）
- 王彥博（星光三班）〈三9〉
- 高儷莎（世界小姐）
- 曾治豪（星光六班）〈六10〉
- 林道遠（星光二班）〈二12〉
- 鄭晗葉（我型我秀）
- 夏政峰（星光四班）〈四12〉
- 余超穎（我型我秀）
- 賴聖恩（星光三班）〈三5〉
- 劉歡歡（兩岸模仿冠軍王）
- 鄧寧（名師高徒）
- 姚西夢（新絲路模特兒大賽）
- 胡采書（星光五班）〈五10〉
- 林雨宣（星光三班）〈三8〉
- 馬靚辳（星光六班）〈六12〉
- 閻歡（名師高徒）
- 魏如昀（星光二班）〈二8〉
- 姚明君（央視星光大道）
- 康禎庭（星光四班）〈四4〉
- 唐漢霄（我型我秀）
- 余銘軒（超級男聲）
- 吳斌（我型我秀）
- 鄭靖文（超級女聲）
- 蔡忠穎（星光三班）〈三10〉
- 易慧（超級女聲）
- 林鴻鳴（星光四班）〈四3〉
- 黨寧（超級女聲）
- 代小波（全國青年歌手大獎賽）
- 吳思瑤（星光六班）〈六40〉
- 簡鳳君（星光三班）〈三4〉
- 張心傑（星光四班）〈四2〉

## 賽程紀錄
| 期數 | 首播日期   | 本期課題               |
| --- | ---------- | ---------------------- |
| 01 | 2010/05/01 | 星生：入學資格考       |
| - 本堂師資：袁惟仁、Roger、黃韻玲、黃大煒、黃舒駿 - 留級規則：每位同學演唱一首歌，演唱歌曲過程中如果遭三位以上老師亮Ｘ燈，則落入留級區。 - 周柔柔（路/戴佩妮）。Ｘ - 關予涵（雨天/孫燕姿）。Ｘ - 黃劍文（彩虹/周杰倫）。Ｘ、Ｘ、Ｘ、Ｘ - 吳薇（白天不懂夜的黑/那英）。Ｘ、Ｘ、Ｘ - 胡靈（旅行的意義/陳綺貞）。Ｘ、Ｘ、Ｘ - 孔銘（過雲雨/張敬軒）。Ｘ、Ｘ、Ｘ - 王彥博（我會好好過/李玖哲）。Ｘ、Ｘ - 高儷莎（Bad boy/張惠妹）。Ｘ、Ｘ、Ｘ - 曾治豪（到不了/范瑋琪）。 - 林道遠（味道/張學友）。Ｘ、Ｘ、Ｘ - 鄭晗葉（葉子/阿桑）。Ｘ、Ｘ、Ｘ - 夏政峰（馬拉桑/張震嶽）。Ｘ、Ｘ、Ｘ - 余超穎（星星/順子）。 - 賴聖恩（More more more/蕭亞軒）。Ｘ、Ｘ - 劉歡歡（For no reason/王若琳）。Ｘ - 鄧寧（狼/齊秦）。Ｘ、Ｘ、Ｘ - 姚西夢（剪愛/張惠妹）。Ｘ、Ｘ、Ｘ、Ｘ - 胡采書（我還能愛誰/許志安）。Ｘ、Ｘ、Ｘ、Ｘ - 林雨宣（秘密/藍又時）。Ｘ、Ｘ、Ｘ - 馬靚辳（沙啞/Saya）。 - 閻歡（不懂/林俊傑）。 - 魏如昀（重來的力量/趙治德）。Ｘ、Ｘ - 姚明君（你怎麼捨得我難過/黃品源）。Ｘ、Ｘ、Ｘ - 康禎庭（綠衣女孩/薩頂頂）。 - 唐漢霄（大城大事/楊千嬅）。Ｘ、Ｘ、Ｘ - 余銘軒（夜夜夜夜/齊秦）。Ｘ、Ｘ、Ｘ - 吳斌（謝謝儂/陳奕迅）。Ｘ - 鄭靖文（傳奇/王菲）。Ｘ、Ｘ、Ｘ - 蔡忠穎（會痛的石頭/蕭敬騰）。Ｘ - 易慧（忘不了/順子）。 - 林鴻鳴（你把我灌醉/黃大煒）。Ｘ、Ｘ - 黨寧（Because of you/凱莉克萊森）。Ｘ - 代小波（離歌/信樂團）。Ｘ、Ｘ、Ｘ - 吳思瑤（走鋼索的人/李泉）。Ｘ - 簡鳳君（對的人/戴愛玲）。Ｘ - 張心傑（天亮了/韓紅）。 - 測驗結果：共計17位同學落入留級區，4位同學提早下課：黃劍文、胡采書、姚西夢、姚明君 |            |                        |
| 02 | 2010/05/08 | 致愛：獻給我最愛的人   |
| - 從本期開始，每期選出2位「拉芳美麗之星」，累積最多拉芳美麗之星的同學，將獲得拉芳代言人資格。 - 本堂師資：袁惟仁、Roger、黃韻玲、黃大煒、黃舒駿 - 留級規則：每位同學演唱一首歌，演唱歌曲過程中如果遭三位以上老師亮Ｘ燈，則落入留級區。 - 周柔柔（很想你/張智成）。Ｘ、Ｘ - 關予涵（瀟灑走一回/葉蒨文）。Ｘ - 吳薇（至少還有你/林憶蓮）。Ｘ、Ｘ、Ｘ - 高儷莎（永遠的愛人/容祖兒）。Ｘ、Ｘ - 胡靈（我恨我愛你/張惠妹）。Ｘ - 蔡忠穎（幸福的風/楊宗緯）。Ｘ - 鄭靖文（看得最遠的地方/張韶涵）。Ｘ - 曾治豪（如果還有明天/薛岳）。 - 林道遠（落雨聲/江蕙）。 - 孔銘（有故事的人/周華健）。Ｘ、Ｘ、Ｘ - 夏政峰（煙火/四大天王）。 - 余超穎（我只在乎你/鄧麗君）。Ｘ - 劉歡歡（一生有你/水木年華）。Ｘ - 黨寧（星愿/張力尹）。Ｘ、Ｘ - 王彥博（祝福/張學友）。Ｘ、Ｘ、Ｘ - 鄧寧（天使/五月天）。 - 黃劍文（月亮代表我的心/陳芬蘭）。 - 鄭晗葉（在你和天空之間/趙之璧）。Ｘ、Ｘ、Ｘ、Ｘ - 馬靚辳（男人/范曉萱）。Ｘ - 閻歡（燭光裡的媽媽/毛阿敏）。 - 吳思瑤（靠近/庾澄慶）。 - 吳斌（無賴/鄭中基）。Ｘ - 林雨宣（世界唯一的你/曹格）。Ｘ - 唐漢霄（如果沒有你/蕭敬騰）。 - 魏如昀（家/陳潔儀）。 - 代小波（勇氣/梁靜茹）。Ｘ、Ｘ - 林鴻鳴（Make you feel my love/Adele）。Ｘ - 賴聖恩（Goodbye是明天的Hello/Tension）。Ｘ、Ｘ、Ｘ - 康禎庭（你怎麼連話都說不清楚/蔡依林）。Ｘ - 余銘軒（橄欖樹/費玉清）。Ｘ、Ｘ - 簡鳳君（聽你聽我/張惠妹）。 - 易慧（父親/李健）。 - 張心傑（到底有誰能夠告訴我/郭富城）。 - 拉芳美麗之星：簡鳳君、閻歡 - 測驗結果：共計5位同學落入留級區，4位同學提早下課：王彥博、吳薇、孔銘、鄭晗葉 |            |                        |
| 03 | 2010/05/15 | 星事：我的音樂故事     |
| - 本堂師資：袁惟仁、Roger、黃大煒、黃舒駿、康康 - 留級規則：每位同學演唱一首歌，演唱歌曲過程中如果遭三位以上老師亮Ｘ燈，則落入留級區。 - 林雨宣（這天/蘇打綠）。Ｘ、Ｘ、Ｘ - 曾治豪（逝去的愛/歐陽菲菲）。 - 胡靈（身騎白馬/徐佳瑩）。 - 周柔柔（The climb/Miley Cyrus）。 - 賴聖恩（一個人跳舞/張惠妹）。Ｘ、Ｘ、Ｘ - 鄭靖文（一個像夏天一個像秋天/范瑋琪）。Ｘ、Ｘ、Ｘ - 唐漢霄（Dear friend/順子）。Ｘ、Ｘ、Ｘ - 康禎庭（那一夜你喝了酒/陳淑樺）。Ｘ - 高儷莎（New soul/Yael Naim）。Ｘ、Ｘ - 黨寧（日不落/蔡依林）。Ｘ、Ｘ、Ｘ、Ｘ、Ｘ - 余銘軒（當我想起你/張學友）。Ｘ - 吳斌（K哥之王+知足+吳克群/陳奕迅+五月天+吳克群）。Ｘ、Ｘ - 簡鳳君（看清/輕鬆玩樂團）。Ｘ - 吳思瑤（情人的眼淚/林憶蓮）。Ｘ、Ｘ - 代小波（讓我歡喜讓我憂/周華健）。Ｘ、Ｘ - 魏如昀（香格里拉/魏如萱）。Ｘ - 閻歡（Kiss goodbye/王力宏）。 - 夏政峰（I believe/范逸臣）。Ｘ、Ｘ - 林道遠（猜心/萬芳）。Ｘ、Ｘ - 余超穎（我還是不懂/A-Lin黃麗玲）。Ｘ、Ｘ - 蔡忠穎（Piano/范逸臣）。Ｘ、Ｘ、Ｘ - 關予涵（做我自己/A-Lin黃麗玲）。Ｘ - 鄧寧（我愛你/盧廣仲）。Ｘ、Ｘ、Ｘ - 馬靚辳（風流女生/彭佳慧）。Ｘ - 林鴻鳴（天空/蔡依林）。Ｘ、Ｘ - 劉歡歡（我不難過/孫燕姿）。Ｘ、Ｘ、Ｘ - 張心傑（搖籃曲/動力火車）。 - 易慧（落葉歸根/王力宏）。Ｘ、Ｘ - 拉芳美麗之星：胡靈、張心傑 - 測驗結果：共計8位同學落入留級區，4位同學提早下課：林雨宣、鄭靖文、賴聖恩、唐漢霄 |            |                        |
| 04 | 2010/05/22 | 啟蒙：我的第一張專輯   |
| - 本堂師資：袁惟仁、Roger、黃韻玲、黃大煒、黃舒駿 - 留級規則：每位同學演唱一首歌，演唱歌曲過程中如果遭三位以上老師亮Ｘ燈，則落入留級區。 - 吳斌（今天/劉德華）。Ｘ、Ｘ、Ｘ - 高儷莎（呼吸/蔡健雅）。Ｘ、Ｘ、Ｘ - 余銘軒（忘記你我做不到/張學友）。Ｘ、Ｘ - 黨寧（美麗笨女人/李玟）。Ｘ、Ｘ、Ｘ - 代小波（我是一隻小小鳥/趙傳）。Ｘ - 馬靚辳（Perhaps Perhaps Perhaps/Pussycat Dolls）。 - 鄧寧（真的愛你/Beyond）。Ｘ、Ｘ - 林鴻鳴（愛你一萬年/伍佰）。Ｘ、Ｘ - 夏政峰（替身/張宇）。Ｘ - 胡靈（每一次想你/李玟）。Ｘ、Ｘ - 劉歡歡（Top of the world/木匠兄妹）。Ｘ - 蔡忠穎（真情難收/劉德華）。Ｘ - 曾治豪（不如這樣/陳奕迅）。Ｘ、Ｘ、Ｘ - 林道遠（秋意濃/張學友）。 - 康禎庭（聽見有人叫你寶貝/李宗盛）。 - 關予涵（友情卡片/徐懷鈺）。Ｘ、Ｘ、Ｘ - 閻歡（黑色幽默/周杰倫）。Ｘ、Ｘ、Ｘ - 余超穎（愛你在每一天/李玟）。Ｘ - 周柔柔（Right here waiting/Richard Marx）。 - 吳思瑤（誓言/王菲）。Ｘ、Ｘ - 張心傑（沒有菸抽的日子/張惠妹）。 - 魏如昀（Ode to my family/小紅莓合唱團）。Ｘ - 簡鳳君（Lydia/F.I.R.）。Ｘ、Ｘ、Ｘ - 易慧（囚鳥/張宇）。Ｘ、Ｘ - 拉芳美麗之星：余超穎、馬靚辳 - 測驗結果：共計7位同學落入留級區，4位同學提早下課：高儷莎、黨寧、關予涵、閻歡 |            |                        |
| 05 | 2010/05/29 | 合作：分組對抗賽       |
| - 從本期開始採用給分制，每位老師最多可給至20分，合計滿分為100分。 - 本堂師資：袁惟仁、Roger、黃大煒、黃舒駿、陳建寧 - 留級規則：本週課題為分組對抗賽，20名學員以抽籤方式分為二隊，挑戰六大關卡，每個項目每位老師最高有20分進行評分，分數加總獲勝隊伍可至台北101大樓享用頂級料理；落敗隊伍則要接受蹦極（高空彈跳）懲罰。 - 對抗項目： - 自彈自唱：魏如昀（Yellow/酷玩樂團）79分 PK 周柔柔（明知故犯/徐佳瑩）79分(和) - 默契合唱：代小波+康禎庭（愛我/林志炫+柯以敏）78分 PK 吳思瑤+劉歡歡（Love fool/羊毛衫合唱團）89分(勝) - 魔幻歌舞：吳斌（威廉古堡/周杰倫）88分(勝) PK 余銘軒（小姐這是我的名片/吳宗憲）78分 - 中場表演：文沛然的魔術秀。 - 藝人合唱：余超穎+張智成（愛情/張智成+江美琪）91分 PK 曾治豪+張智成（May I love you/張智成）92分(勝) - 勁歌熱舞：馬靚辳+蔡忠穎+林道遠+鄧寧（就是你/范瑋琪）92分 PK 張心傑+夏政峰+胡靈+林鴻鳴（Kiss/王子）+（國王王后/大嘴巴）93分(勝) - 獨唱：簡鳳君（火燒的寂寞/信）85分(勝) PK 易慧（一個人的天荒地老/張宇）83分 - 特別嘉賓：魔術師劉謙弟子文沛然、歌手張智成 - 拉芳美麗之星：吳斌、曾治豪 |            |                        |
| 06 | 2010/06/05 | 電影主題曲             |
| - 本堂師資：袁惟仁、Roger、黃大煒、黃舒駿、陳建寧 - 留級規則：每位同學演唱一首歌，老師給分合計如果未達70分，則落入留級區。 - 林道遠（你的樣子/羅大佑）75分。〈電影「阿郎的故事」主題曲〉 - 吳思瑤（花樣年華/陳珊妮）77分。〈電影「花樣年華」主題曲〉 - 余銘軒（我願意/陳曉東）66分。〈電影「停不了的愛」主題曲〉 - 周柔柔（Can't fight the moonlight/黎安萊姆絲）69分。〈電影「女狼俱樂部」主題曲〉 - 吳斌（但願你知道/鄭伊健）75分。〈電影「古惑仔之戰無不勝」主題曲〉 - 馬靚辳（玫瑰香/林憶蓮）79分。〈電影「紅玫瑰白玫瑰」主題曲〉 - 曾治豪（小茉莉/楊丞琳）75分。〈電影「刺青」主題曲〉 - 劉歡歡（酒矸倘賣嘸/蘇芮）74分。〈電影「搭錯車」主題曲〉 - 鄧寧（曾經心疼/葉蒨文）73分。〈電影「狼牙」主題曲〉 - 康禎庭（純真/五月天）77分。〈電影「盛夏光年」主題曲〉 - 夏政峰（無樂不作/范逸臣）71分。〈電影「海角七號」主題曲〉 - 簡鳳君（天堂口/舒淇）68分。〈電影「天堂口」主題曲〉 - 代小波（不見不散/孫楠）79分。〈電影「不見不散」主題曲〉 - 魏如昀（不能說的秘密/周杰倫）75分。〈電影「不能說的秘密」主題曲〉 - 胡靈（When there was me and you/Gabriella）81分。〈電影「歌舞青春」插曲〉 - 蔡忠穎（遇見/孫燕姿）72分。〈電影「遇見」主題曲〉 - 余超穎（新不了情/萬芳）83分。〈電影「新不了情」主題曲〉 - 林鴻鳴（Back in black/(AD/DC)）80分。〈電影「鋼鐵人2」主題曲〉 - 易慧（草帽歌/喬山中）74分。〈電影「人証」插曲〉 - 張心傑（排山倒海/張惠妹）85分。〈電影「珍珠港」主題曲〉 - 拉芳美麗之星：張心傑、余超穎 - 測驗結果：共計3位同學落入留級區，全部提早下課：余銘軒、周柔柔、簡鳳君 |            |                        |
| 07 | 2010/06/12 | 突破：肢體考驗         |
| - 本堂師資：袁惟仁、Roger、黃韻玲、黃舒駿、張勝豐 - 留級規則：每位同學演唱一首歌，老師給分合計如果未達75分，則落入留級區。 - 蔡忠穎（讓你媽媽New一下/庾澄慶）71分。 - 林鴻鳴（心理遊戲/陳曉東）78分。 - 劉歡歡（海芋戀/蕭敬騰）73分。 - 康禎庭（What you waiting for/關史蒂芬妮）80分。 - 吳斌（不然你要我怎麼樣/陳奕迅）+（Poker face/Lady Gaga）75分。 - 馬靚辳（夜貓/丁噹）80分。 - 曾治豪（嗆司嗆司/羅志祥）69分。 - 余超穎（一個人的精彩/蕭亞軒）84分。 - 林道遠（愛你的只有一個我/庾澄慶）75分。 - 夏政峰（精舞門/羅志祥）78分。 - 代小波（愛的抱抱/郭書瑤）72分。 - 魏如昀（心電心/王心凌）79分。 - 易慧（管他什麼音樂/范曉萱）77分。 - 張心傑（愛你/王心凌）82分。 - 吳思瑤（薇多莉亞的秘密/張惠妹）75分。 - 鄧寧（波間帶/林俊傑）84分。 - 胡靈（Objection/夏奇拉）84分。 - 拉芳美麗之星：鄧寧、胡靈 - 測驗結果：共計4位同學落入留級區，3位同學提早下課：劉歡歡、蔡忠穎、代小波 |            |                        |
| 08 | 2010/06/20 | 關鍵：一對一對抗賽     |
| - 本期因故延至6月20日（星期日）播出。 - 本堂師資：袁惟仁、Roger、黃舒駿、陳建寧、許常德 - 留級規則：本期為十強決定賽，14位同學現場抽籤決定對手，每位同學演唱一首歌，老師給分較低者或未達75分者，落入留級區。 - 馬靚辳（年紀大了一點/陶晶瑩）74分PK林鴻鳴（燃燒/孫楠）79分。 - 吳斌（My show的style/吳斌）78分PK吳思瑤（Saving all my love for you/惠妮休斯頓）83分。 - 魏如昀（You raise me up/朴正炫）82分PK夏政峰（我在那邊唱/圖騰樂團）81分。 - 易慧（也許明天/張惠妹）82分PK鄧寧（星期六的深夜/王力宏）78分。 - 康禎庭（一個人生活/林凡）77分PK張心傑（281公里/謝霆鋒）86分。 - 余超穎（同手同腳/溫嵐）88分PK胡靈（愛瘋了/戴佩妮）88分。 - 30秒清唱PK：余超穎（可惜不是你/梁靜茹）2票PK胡靈（可惜不是你/梁靜茹）3票。 - 曾治豪（愛到底/庾澄慶）82分PK林道遠（流浪記/紀曉君）85分。 - 拉芳美麗之星：胡靈、林道遠 - 測驗結果：共計7位同學落入留級區，4位同學提早下課：夏政峰、馬靚辳、康禎庭、吳斌 |            |                        |
| 09 | 2010/06/26 | 十強發表會             |
| - 開場組曲： - 魏如昀+林道遠+鄧寧（千年之戀/戴愛玲+信樂團）。 - 曾治豪+易慧+余超穎（霍元甲/周杰倫）。 - 林鴻鳴+張心傑+胡靈+吳思瑤（熱情的沙漠/庾澄慶）。 - 本期於江西財經大學錄影。 - 主持人：巴曉光、管藝、王絨 - 文章（三百六十五里路/文章）+（紅豆/王菲）。 - 林鴻鳴（It's my life/邦喬飛）。 - 吳思瑤（小事情/吳思瑤）。 - 張心傑（彩虹/動力火車）。 - 胡靈（Wanna be/辣妹合唱團）。 - 弦子（舞台/弦子）+（天真/弦子）。 - 林道遠（背叛/曹格）。 - 魏如昀（再見螢火蟲/王菲）。 - 鄧寧（萬夫莫敵/鄧寧）。 - 鄧寧+弦子（不得不愛/弦子）。 - 尚雯婕（連卡佛小姐/尚雯婕）+（媽媽/尚雯婕）+（我想我是你的女人/尚雯婕）。 - 易慧（假惺惺/張惠妹）。 - 余超穎（眼淚知道/溫嵐）。 - 曾治豪（假如/信樂團）。 - 唐漢霄（台北夜未眠/唐漢霄）。 - 特別嘉賓：文章、弦子、尚雯婕、唐漢霄 |            |                        |
| 10 | 2010/07/03 | 蛻變：我的演唱會       |
| - 本堂師資：袁惟仁、Roger、黃韻玲、黃大煒、趙詠華 - 留級規則：本期為十強大改造，沒有提早下課同學。每位同學演唱一首歌，老師給分最高者，可獲得人民幣5,000元獎學金。 - 鄧寧（Rainism/Rain）+（音浪/黃立行）84分。 - 吳思瑤（High歌/黃齡）89分。 - 林道遠（洗牌/李玖哲）82分。 - 易慧（Feeling good/小野貓合唱團）87分。 - 林鴻鳴（開門見山/阿密特）89分。 - 魏如昀（張三的歌/張懸）87分。 - 張心傑（一二三瑪麗亞/瑞奇馬汀）92分。 - 余超穎（我/張國榮）97分。 - 曾治豪（一定要幸福/陳小春）87分。 - 胡靈（Do something/布蘭妮）94分。 - 最高分：余超穎，獲得人民幣5,000元獎學金。 - 公布拉芳美麗之星最終得主：胡靈，獲得拉芳地推活動形象大使合約。 |            |                        |
| 11 | 2010/07/10 | 插班生入學考           |
| - 本期於長沙中南大學錄影。 - 開場表演：蘇醒（miss pretty/蘇醒）。 - 主持人：王絨、管藝、劉偉 - 本堂師資：黃舒駿、莫凡、蘇醒 - 入學測驗過關資格：第一輪比賽，十名同學分成兩組，每組五人依序演唱，考官在每個組裡保送三名同學晉級，其餘二人將失去繼續考試的資格；第二輪比賽，是命題比賽，由選手根據命題挑選歌曲進行PK，獲勝的選手可至台灣參加拉芳星光大會的踢館賽；第三輪比賽，則是三名補考區的同學，將逐一演唱，得分最高者將獲得最後一張入學通知書。 - 第一輪比賽： - 第一組： - 馬文駿（用情/張信哲）。 - 王婷（牡丹亭/王力宏）。 - 王克（這個殺手不太冷/李泉）。 - 劉沐杰（愛愛愛/方大同）。 - 喻佳麗（愛錯/王力宏）。 - 馬文駿、喻佳麗、王克進入第二輪入學測驗。 - 第二組： - 周杰（玩美/蔡依林）。 - 羅明球（普通朋友/陶喆）。 - 肖俊峰（傳奇/李健）。 - 郭宣汝（做我自己/A-Lin黃麗玲）。 - 夏文婧（勇敢/張惠妹）。 - 肖俊峰、郭宣汝、夏文婧進入第二輪入學測驗。 - 第二輪比賽：〈命題比賽〉 - 唱給最愛的人：喻佳麗（疼愛/蕭敬騰）54分PK郭宣汝（我不難過/孫燕姿）46分。 - 令人快樂的歌：馬文駿（海芋戀/蕭敬騰）52分PK夏文婧（小手拉大手/梁靜茹）55分。 - 令人悲傷的歌：王克（我要我們在一起/范曉萱）54分PK肖俊峰（殘酷月光/林宥嘉）55分。 - 喻佳麗、夏文婧、肖俊峰獲得至台灣參加拉芳星光大會的踢館賽的資格。 - 中場表演：蘇醒（想念式/蘇醒）+（選秀明星/蘇醒）。 - 第三輪比賽：〈補考〉 - 馬文駿（眼淚/范曉萱）53分。 - 王克（劃火柴的女孩/李泉）57分。 - 郭宣汝（Take me home country road/約翰丹佛）52分。 - 王克獲得至台灣參加拉芳星光大會的踢館賽的資格。 - 測驗結果：4位插班生拿到入學通知書，喻佳麗、肖俊峰、夏文婧、王克，將參加下一期踢館賽。但夏文婧因故未參加踢館賽錄影。 |            |                        |
| 12 | 2010/07/17 | 無畏：強敵踢館賽       |
| - 本堂師資：袁惟仁、Roger、黃大煒、許常德、萬芳 - 留級規則：踢館者現場抽籤決定對手，雙方各演唱一首歌，老師給分較低者或未達75分者，落入留級區。踢館成功者可獲得人民幣5,000元獎學金。 - 踢館者：蘇打蟲、王克、張涵雅〈四8〉、張晉樵、吳忠明〈二4〉、石康鈞、林芯儀〈三2〉、喻佳麗、高以愛〈第二屆超級星光大道踢館魔王〉、卓義峯 - 蘇打蟲（過眼雲煙/王菲）77分PK吳思瑤（Listen/碧昂絲）85分。 - 王克（愛的弧度/曹格）78分PK林道遠（原諒我/蕭敬騰）79分。 - 張涵雅（In this song/Charice）85分PK易慧（關鍵時刻/張惠妹）86分。 - 張晉樵（心裡有數/古巨基）79分PK林鴻鳴（空港/戴愛玲）85分。 - 吳忠明（P.S我愛你/A-Lin黃麗玲）86分PK胡靈（第幾個100天/林俊傑）91分。 - 石康鈞（收藏/蕭敬騰）87分PK曾治豪（手放開/李聖傑）80分。 - 林芯儀（I surrender/席琳狄翁）96分PK魏如昀（誠實地想你/郭采潔）91分。 - 喻佳麗（寂寞先生/曹格）89分PK鄧寧（我不會唱歌/羅志祥）81分。 - Alisa高以愛（Holding on to a hero/Bonnie Tyler）94分PK張心傑（春天裡/汪峰）93分。 - 卓義峰（蝴蝶結/張雨生）91分PK余超穎（累格/戴愛玲）95分。 - 測驗結果：共計4位同學落入留級區，2位同學提早下課：曾治豪、鄧寧 |            |                        |
| 13 | 2010/07/24 | 挑戰：歌中劇           |
| - 本堂師資：袁惟仁、黃韻玲、黃舒駿、張宇、Roger - 留級規則：本周主題為歌中劇，每位同學將挑戰戲劇與歌唱實力，在歌中劇中演唱二首歌，由五位老師給分，最低的2位同學將提早下課；最高分者可獲得人民幣5,000元獎學金。 - 永遠的好朋友：80分 - 魏如昀（暗湧/王菲）。 - 魏如昀（永遠的畫面/張惠妹）。 - 夏日情人夢：59分 - 林道遠（好想談戀愛/范曉萱）。 - 愛 沒那麼簡單：81分 - 易慧（對愛渴望/楊宗緯）。 - 易慧（沒那麼簡單/黃小琥）。 - 打拼孩子的辛酸：75分 - 林鴻鳴（多少/陳奕迅）。 - 林鴻鳴（曙光/TANK）。 - 麻雀變鳳凰：85分 - 吳思瑤（意難忘/張惠妹）。 - 吳思瑤（給我一個吻/張露）。 - 醜女復仇記：89分 - 余超穎（離不開他/溫嵐）。 - 余超穎（閃閃惹人愛/蕭亞軒）。 - 爸，我回來了：86分 - 張心傑（爸我回來了/周杰倫）。 - 張心傑（外面的世界/齊秦）。 - 來不及的愛：92分 - 胡靈（天黑黑/孫燕姿）。 - 胡靈（你是我的眼/蕭煌奇）。 - 測驗結果：最高分胡靈獲得人民幣5,000元獎學金；2位同學提早下課，林鴻鳴、林道遠。 |            |                        |
| 14 | 2010/07/31 | 致勝：天堂地獄挑戰賽   |
| - 本堂師資：袁惟仁、張宇、黃舒駿、許常德、Roger - 留級規則：本週課題為天堂地獄挑戰賽，每位同學分別演唱「天堂歌曲」及「地獄歌曲」，老師給分最低的1位同學將提早下課，無緣進入總決賽。 - 第一輪：〈天堂歌曲〉 - 吳思瑤（喜歡你現在的樣子/黃韻玲）74分。 - 魏如昀（吉他手/陳綺貞）77分。 - 張心傑（海洋/陳建年）80分。 - 易慧（第一個清晨/王力宏）74分。 - 余超穎（小手拉大手/梁靜茹）82分。 - 胡靈（真心話大冒險/李玟）87分。 - 第二輪：〈地獄歌曲〉 - 吳思瑤（聽說愛情回來過/蔡依林）81分。 - 魏如昀（我離開我自己/楊乃文）86分。 - 張心傑（出賣/那英）83分。 - 易慧（只要你快樂/汪佩蓉）80分。 - 余超穎（讓每個人都心碎/張惠妹）86分。 - 胡靈（難道/羽泉）84分。 - 本堂測驗總分：胡靈171分、余超穎168分、魏如昀163分、張心傑163分、吳思瑤155分、易慧154分。 - 測驗結果：1位同學提早下課：易慧 |            |                        |
| 15 | 2010/08/07 | 總決賽                 |
| - 開場表演： - 林鴻鳴（Stand up and shout/Steel Dragon）。 - 康禎庭（High歌/黃齡）。 - 馬靚辳（Lady marmalade/Christina Aguilera+Lil' Kim+Mya+Pink）。 - 曾治豪+林鴻鳴+康禎庭+馬靚辳（撐腰/羅志祥）。 - 本堂師資：袁惟仁、黃韻玲、Roger、王偉忠、黃舒駿 - 留級規則：第一階段：金曲高手助陣，也是五強決定賽，每位同學分別與歌手合唱一首歌，老師給分最低者為第五名；第二階段：前四強現場抽籤決定對手，每位同學演唱一首歌，老師給分決定勝負，勝者進入勝部，敗者進入敗部；第三階段：勝部2位同學各演唱一首歌，老師給分決定冠亞軍；敗部2位同學各演唱一首歌，老師給分決定季殿軍。 - 第一階段：〈五強決定賽〉 - 合唱歌手：高以愛、方炯鑌、楊培安、A-Lin、蕭煌奇。 - 吳思瑤+高以愛（If I ain't got you/艾莉西亞凱斯）80分。 - 魏如昀+方炯鑌（藍眼睛/蘇打綠+張韶涵）81分。 - 胡靈+楊培安（最愛的人傷我最深/張雨生+張惠妹）85分。 - 余超穎+A-Lin黃麗玲（分手需要練習的/A-Lin黃麗玲）90分。 - 張心傑+蕭煌奇（讓/楊宗緯）92分。 - 第五名：吳思瑤（琴傷/薩頂頂）。 - 第二階段： - 胡靈（California girls/凱蒂佩芮）86分PK余超穎（剪愛/張惠妹）94分。 - 魏如昀（Bleeding love/里歐娜路易斯）90分PK張心傑（你冷得像風/張學友）91分。 - 勝部：張心傑、余超穎 - 敗部：魏如昀、胡靈 - 中場表演：林育群（回家/順子）+（I will always love you/惠妮休斯頓）。 - 第三階段： - 胡靈（刺蝟/溫嵐）91分PK魏如昀（帶我走/楊丞琳）91分。 - 30秒清唱PK：胡靈（仰望天空的愛/胡靈）3票PK魏如昀（我愛你愛我/魏如昀）2票。 - 張心傑（給你/陳奕迅）91分PK余超穎（不會消失的夜晚/信樂團）96分。 - 特別嘉賓：蕭敬騰 - 蕭敬騰+吳思瑤（Desperado/老鷹合唱團）。 - 蕭敬騰+張心傑（懸崖/齊秦）。 - 蕭敬騰+余超穎（一眼瞬間/張惠妹+蕭敬騰）。 - 蕭敬騰+魏如昀（開到荼靡/王菲）。 - 蕭敬騰+胡靈（王妃/蕭敬騰）。 - 冠軍：余超穎 - 亞軍：張心傑 - 季軍：胡靈 - 殿軍：魏如昀 |            |                        |
| 16 | 2010/08/14 | 拉芳星光嘉年華特別節目 |
| - 開場表演： - 吳思瑤（好膽你就來/張惠妹）。 - 魏如昀（Party days/魏如昀）。 - 胡靈（Can't take my eyes off you/Frankie Valli）。 - 張心傑（曙光/張心傑）。 - 余超穎（熱浪/溫嵐）。 - 主持人：劉偉、管藝、王絨。 - 紅藍大對抗隊員分組： - 紅隊隊員：余超穎、魏如昀、吳思瑤、鄧寧、馬靚辳、林鴻鳴、姚明君 - 籃隊隊員：張心傑、胡靈、易慧、康禎庭、賴聖恩、唐漢霄、吳斌 - 樂器表演：魏如昀（December night/黃小禎）PK唐漢霄（Home/麥可布雷）W。 - 特別來賓：薛之謙（我的雅典娜/薛之謙）+（未完成的歌/薛之謙）。 - 舞鬥：姚明君---舞蹈PK賴聖恩（Heart Breaker/瑪麗亞凱莉）W。 - 特別來賓：梁文音（最幸福的事/梁文音）+（愛一直存在/梁文音）。 - 遊戲：由梁文音代表紅隊，而薛之謙代表藍隊，吹拉芳洗髮精瓶上紙牌剩一張獲勝，最後由薛之謙獲勝。 - 小調和民謠的對抗：吳思瑤（小河淌水/譚晶）WPK康禎庭（石榴女人/薩頂頂）。 - 組合對抗：林鴻鳴+馬靚辳（壞壞惹人愛/信樂團+戴愛玲）WPK吳斌+易慧（如果還有明天/薛岳）。 - 特別來賓：神木與瞳（寬恕/神木與瞳）+（為你而活/神木與瞳）。 - 勁歌熱舞：鄧寧（精舞門/羅志祥）WPK胡靈（Toxic/布蘭妮）。 - 鄧寧與賴聖恩模仿胡靈跳舞。 - 經典老歌：余超穎（夢一場/那英）PK張心傑（一路上有你/張學友）。 - 拉芳秀髮之星：余超穎 |            |                        |